# Modunga metaspilata
Modunga metaspilata là một loài bướm đêm trong họ Erebidae.